# Syke
Syke (prononciation : [ˈziːkə]) est une ville de Basse-Saxe en Allemagne, dans l'Arrondissement de Diepholz.

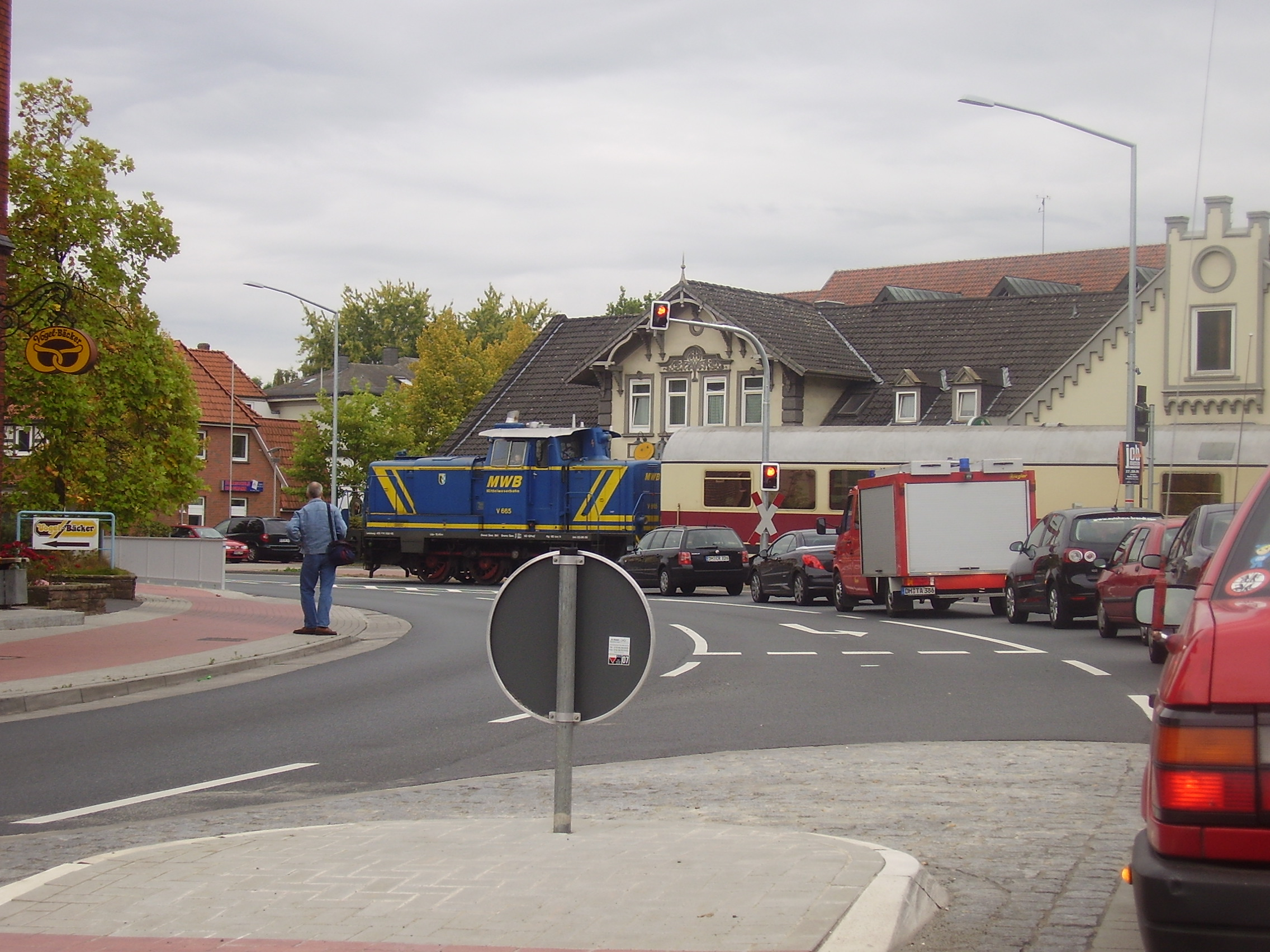
Syke en 2008

La ville est située à 20 km au sud de Brême.

## Histoire
| Appartenances historiques Comté de Hoya 1200-1345 Comté de Hoya-Nienburg 1345-1497 Comté de Hoya 1497-1582 Principauté de Lunebourg 1582-1705 Électorat de Brunswick-Lunebourg 1705-1807 Royaume de Westphalie 1807-1811 Empire français (Bouches-du-Weser) 1811-1814 Royaume de Hanovre 1814-1866 Royaume de Prusse (Province de Hanovre) 1866-1918 République de Weimar 1918-1933 Reich allemand 1933-1945 Allemagne occupée 1945-1949 Allemagne 1949-présent |

## Personnalités liées à la ville
- Andreas Voss (1857-1924), botaniste né à Syke.